# 太白河镇
太白河镇，是中华人民共和国陕西省宝鸡市太白县下辖的一个乡镇级行政单位。

## 行政区划
太白河镇下辖以下地区：
东青村和兴隆村。